# Čang Ťing-fu
Čang Ťing-fu (čínsky pchin-jinem Zhāng Jìngfū, znaky zjednodušené 张劲夫, tradiční 張勁夫; 6. června 1914 – 31. července 2015) byl čínský komunistický politik, státní poradce (1982–1988) pro ekonomiku, předtím první tajemník anchuejského provinčního výboru Komunistické strany Číny (1980–1982), guvernér An-chueje (1979–1981) a ministr financí (1975–1979). Byl členem širšího vedení KS Číny jako kandidát (1958–1969) a člen (1977–1987) ústředního výboru a člen stálého výboru ústřední poradní komise KS Číny (1987–1992). Původním povoláním učitel vstoupil roku 1935 do Komunistické strany Číny, bojoval v čínsko-japonské a čínské občanské válce. Po založení Čínské lidové republiky působil ve vedení provincie Če-ťiang a východočínského regionu. Od roku 1954 pracoval v Pekingu na ministerstvu lehkého průmyslu, pak v akademii věd. Během kulturní revoluce byl pronásledován, rehabilitován byl roku 1974.

## Život
Čang Ťing-fu se narodil 6. června 1914 v okrese Fej-tung v centrální části provincie An-chuej v rolnické rodině. Pracoval jako učitel v šanghajském regionu, roku 1935 vstoupil do Komunistické strany Číny.
Po vypuknutí čínsko-japonské války roku 1937 se zapojil do protijaponských aktivit, koncem roku byl evakuován do Wu-chanu a působil v tamní komunistické organizaci. Roku 1938 byl přeložen do An-chueje, kde v horách Ta-pie-šan organizoval protijaponský odboj. Později se přesunul na východ An-chueje, kde organizoval tamní komunisty a působil jako politický komisař místních komunistických oddílů podléhajících Nové 4. armádě. Po roce 1945 se účastnil bojů s kuomintangskými vojsky v An-chueji a Šan-tungu, po dobytí An-chuje komunisty nakrátko převzal funkci zástupce guvernéra provincie, roku 1949 byl přeložen do Chang-čou jako zástupce tajemníka městského výboru KS Číny a zástupce starosty. V provinční vládě Če-ťiangu zřízené v srpnu 1949 převzal pozici místopředsedy finančního a hospodářského výboru a ředitele úřadu pro průmysl.
Na podzim roku 1952 byl přeložen do vedení Východočínského vojensko-administrativního výboru na místo místopředsedy finančního a hospodářského výboru. Od roku 1954 vykonával funkci prvního náměstka ministra místního průmyslu. Roku 1956 byl přeložen do akademie věd jako viceprezident, řídící každodenní práci akademie. Současně působil jako generální tajemník výboru pro plánování vědy při státní radě. Výbor stanovil priority v rozvoji vědecké práce, za nejdůležitější označil vývoj atomové bomby, raketové techniky, výpočetní techniky, polovodičů, automatizační techniky a radioelektroniky. Po druhém zasedání VIII. sjezdu KS Číny v květnu 1958 byl zvolen kandidátem ústředního výboru. Roku 1959 a podruhé roku 1964 byl vybrán mezi členy celostátního výboru Čínského lidového politického poradního shromáždění. Od roku 1962 působil také jako místopředseda Státního výboru pro vědu a techniku.
Za kulturní revoluce byl kritizován a roku 1967 musel opustit své funkce a úřady. Až v roce 1974 se vrátil k řídící práci, a sice na ministerstvu železnic. Ve vládě jmenované v lednu 1975 se stal ministrem financí. V srpnu 1977 byl na XI. sjezdu KS Číny zvolen členem ústředního výboru (znovuzvolen 1982, do 1987) a v březnu 1978 byl ve funkci ministra financí potvrzen pro další funkční období vlády. V březnu 1979 byl zřízen finanční a hospodářský výbor Státní rady pod vedením Čchen Jüna, jehož řádnými členy byli Jao I-lin a Čang Ťin-fu. V srpnu 1979 ho na ministerstvu financí nahradil Wu Po a od prosince 1979 vykonával funkci guvernéra An-chueje (do března 1981), od března 1980 byl současně i prvním tajemníkem anchuejského provinčního výboru KS Číny (do dubna 1982).
V dubnu 1982 byl při širší reorganizaci vlády jmenován státním poradcem a o měsíc později i předsedou Státní ekonomické komise (do září 1984), přičemž pomáhal vicepremiérovi Jao I-linovi řídit ekonomickou práci státní rady. V obou funkcích byl potvrzen i ve vládě jmenované v červnu 1983. V dubnu 1985 převzal i úřad generálního sekretáře ústřední vedoucí skupiny KS Číny pro finance a ekonomiku. Na XIII. sjezdu KS Číny v listopadu 1987 byl zvolen členem ústřední poradní komise a jejího stálého výboru (do 1992). V dubnu 1988 s koncem funkčního období vlády odešel z úřadu státního poradce a na podzim 1989 opustil i funkci generálního sekretáře ústřední vedoucí skupiny KS Číny pro finance a ekonomiku a odešel do důchodu.
Dne 31. července 2015 zemřel v Pekingu.